# Лопес, Вики
Виктория Лопес Серрано Феликс (исп. Victoria López Serrano Felix; род. 26 июля 2006, Мадрид) — испанская футболистка, атакующий полузащитник, правый нападающий испанского клуба «Барселона» и сборной Испании.
Одна из самых перспективных футболисток мира.

## Биография
Виктория Лопес Серрано Феликс родилась 26 июля 2006 года в районе Вальекас в Мадриде в семье Хесуса Лопеса Серрано Переса и Джой Феликс. Её отец — испанец, а мать — нигерийка. У Лопес есть старший брат.
Мать Лопес умерла от опухоли мозга в 2018 году. После забитого гола Вики часто поднимает глаза и указывает на небо в память о своей матери.

### Карьера в клубе
Лопес должна была достичь минимального возраста в 15 лет, прежде чем смогла дебютировать в основной команде «Мадрид». 5 сентября 2021 года Вики стала самым молодым игроком, дебютировавшим в высшем дивизионе Испании, в возрасте всего 15 лет, выйдя на замену на 73-й минуте матча против Атлетик Бильбао.
26 июля 2022 года Лопес присоединилась к ФК «Барселона» и подписала пятилетний контракт. Сначала выступала за клуб в качестве игрока команды B, но иногда тренировалась и играла в составе основной команды. Впервые вышла на поле в составе основной команды 17 сентября 2022 года в домашнем матче против «Тенерифе», который завершился победой со счётом 2:0. В возрасте 16 лет и 49 дней девушка стала самым молодым дебютантом в основном составе «Барселоны».
Лопес выиграла свой первый взрослый титул в составе «Барселоны» 1 мая 2023 года, когда клуб выиграл чемпионат Испании 2022/2023 годов. В тот же день она выиграла свой первый титул и в составе «Барселоны Б», которая стала чемпионом Первой женской футбольной лиги Испании 2022/2023 годов.
В сезоне 2023/2024 годов Лопес побила ещё один рекорд Ансу Фати, став самым молодым игроком, забившим гол в Эль-Класико. Ей было 17 лет и 116 дней.
В октябре 2023 года вошла в список из 10 финалисток премии Tuttosport «Золотая девушка Европы» вместе с тремя своими товарищами по команде из «Барселоны».

### Карьера в сборной
Лопес дебютировала за взрослую сборную Испании в финале Лиги наций УЕФА среди женщин 2024 года в возрасте 17 лет. В феврале 2024 года получила вызов в сборную, чтобы сыграть в плей-офф Лиги А среди женских сборных. Впервые вышла на поле в полуфинале, заменив Дженни Эрмосо в матче, который завершился победой над Нидерландами со счётом 3:0, и стала самым молодым игроком, дебютировавшим за женскую сборную Испании, в возрасте 17 лет, 6 месяцев и 27 дней. Испания выиграла финал Лиги наций у Франции. Победа Испании в Лиге наций стала первым титулом Лопес в составе национальной сборной.
В июле-августе 2024 года в составе сборной Испании сыграла на Олимпийском турнире в Париже. Сборная Испании заняла итоговое четвёртое место.
В июне 2025 года была заявлена в сборную Испании для участия в чемпионате Европы. В первом же матче против Португалии отличилась забитым голом. Сборная Испании на том турнире заняла второе место, проиграв в финале Англии.

## Статистика выступлений

### Клубная статистика
| Клуб             | Сезон            | Лига | Лига | Кубок | Кубок | Лига чемпионов | Лига чемпионов | Суперкубок Испании | Суперкубок Испании | Кубок Каталонии | Кубок Каталонии | Итого | Итого |
| Клуб             | Сезон            | Игры | Голы | Игры  | Голы  | Игры           | Голы           | Игры               | Голы               | Игры            | Голы            | Игры  | Голы  |
| ---------------- | ---------------- | ---- | ---- | ----- | ----- | -------------- | -------------- | ------------------ | ------------------ | --------------- | --------------- | ----- | ----- |
| Мадрид Б         | 2021/22          | 20   | 14   | -     | -     | -              | -              | -                  | -                  | -               | -               | 20    | 14    |
| Мадрид Б         | Итого            | 20   | 14   | 0     | 0     | 0              | 0              | 0                  | 0                  | 0               | 0               | 20    | 14    |
| Мадрид           | 2021/22          | 8    | 0    | 0     | 0     | -              | -              | -                  | -                  | -               | -               | 8     | 0     |
| Мадрид           | Итого            | 8    | 0    | 0     | 0     | 0              | 0              | 0                  | 0                  | 0               | 0               | 8     | 0     |
| Барселона Б      | 2022/23          | 15   | 1    | -     | -     | -              | -              | -                  | -                  | -               | -               | 15    | 1     |
| Барселона Б      | 2023/24          | 8    | 2    | -     | -     | -              | -              | -                  | -                  | -               | -               | 8     | 2     |
| Барселона Б      | Итого            | 23   | 3    | 0     | 0     | 0              | 0              | 0                  | 0                  | 0               | 0               | 23    | 3     |
| Барселона        | 2022/23          | 10   | 2    | 1     | 0     | 1              | 0              | 1                  | 0                  | -               | -               | 13    | 2     |
| Барселона        | 2023/24          | 23   | 9    | 4     | 0     | 8              | 0              | 2                  | 0                  | -               | -               | 37    | 9     |
| Барселона        | 2024/25          | 25   | 10   | 3     | 0     | 8              | 1              | 1                  | 0                  | 1               | 0               | 38    | 11    |
| Барселона        | Итого            | 58   | 21   | 8     | 0     | 17             | 1              | 4                  | 0                  | 1               | 0               | 88    | 22    |
| Всего за карьеру | Всего за карьеру | 109  | 38   | 8     | 0     | 17             | 1              | 4                  | 0                  | 1               | 0               | 139   | 39    |

## Достижения

### Клубные
«Барселона»
- Чемпионка Испании (3): 2022/23, 2023/24, 2024/25
- Обладательница Кубка Испании (2): 2023/24, 2024/25
- Обладательница Суперкубка Испании (3): 2022/23, 2023/2024, 2024/2025
- Победительница Лиги чемпионов УЕФА (2): 2022/23, 2023/24

Итого: 10 трофеев

### Международные
Сборная Испании
- Победительница Лиги наций УЕФА (1): 2023/24

 Сборная Испании (до 17 лет)
- Чемпионка мира среди девушек до 17 лет (1): 2022